# Cieszyny (Basse-Silésie)
Cieszyny est une localité polonaise de la gmina de Jemielno, située dans le powiat de Góra en voïvodie de Basse-Silésie.

## Histoire
De 1742 à 1945, Tscheschen fait partie de l'arrondissement de Wohlau (de) dans le district de Breslau au sein de la province de Silésie.